# Айрон-Пост (Оклахома)
Айрон-Пост (англ. Iron Post) — переписна місцевість (CDP) в США, в окрузі Мейз штату Оклахома. Населення — 65 осіб (2020).

## Географія
Айрон-Пост розташований за координатами 36°9′20″ пн. ш. 95°8′6″ зх. д. / 36.15556° пн. ш. 95.13500° зх. д. (36.155679, -95.135060).  За даними Бюро перепису населення США в 2010 році переписна місцевість мала площу 7,00 км², уся площа — суходіл.

## Демографія
Згідно з переписом 2010 року, у переписній місцевості мешкали 92 особи в 39 домогосподарствах у складі 29 родин. Густота населення становила 13 особи/км².  Було 48 помешкань (7/км²).
Расовий склад населення:
| - 71,7 % — білих - 21,7 % — корінних американців |

До двох чи більше рас належало 6,5 %. Частка іспаномовних становила 0,0 % від усіх жителів.
За віковим діапазоном населення розподілялося таким чином: 16,3 % — особи молодші 18 років, 73,9 % — особи у віці 18—64 років, 9,8 % — особи у віці 65 років та старші. Медіана віку мешканця становила 48,3 року. На 100 осіб жіночої статі у переписній місцевості припадало 124,4 чоловіків;  на 100 жінок у віці від 18 років та старших — 113,9 чоловіків також старших 18 років.
Цивільне працевлаштоване населення становило 35 осіб. Основні галузі зайнятості: освіта, охорона здоров'я та соціальна допомога — 45,7 %, сільське господарство, лісництво, риболовля — 31,4 %, виробництво — 22,9 %.